# Список нумізматів
Список нумізматів вміщує істориків-нумізматів та колекціонерів-любителів, які згадані у «Словнику нумізмата»

## Нумізмати-дослідники

### До XVIII століття
- Лоренц Бегер[de] (1653—1705) — німецький юрист і нумізмат, досліджував античні монети з колекції курфюрста Пфальцького.[2]

### XVIII-XX століття
- Франц-Вінценц Айтль (1800—1868) — австрійський нумізмат, зберігач Віденського монетного кабінету, дослідник історії та нумізматики, автор каталогу монет і медалей.[3]
- Алексєєв Василь Михайлович (1881—1951) — російський сінолог, дослідник китайських монет і монетоподібних амулетів.[4]
- Йозеф фон Арнет[en] (1791—1963) — археолог і нумізмат, директор Віденського монетного кабінету.[5]
- Ернест Бабелон[en] (1854—1924) — французький археолог та нумізмат, дослідник античної нумізматики.[6]
- Жан Бабелон[en] (1889—1978) — французький історик та нумізмат.[6]
- Йоганн-Петер Беєрляйн (нім. Johann Peter Beierlein) (1802—1878) — німецький колекціонер і нумізмат, дослідник баварських монет.[6]
- Владислав Бартиновський[pl] (1832—1918) — польський нумізмат, редактор нумізматичних журналів.[7]
- Еміль Барфельдт[de] (1850—1923) — німецький нумізмат [7]
- Макс Барфельдт[de] (1856—1936) — німецький нумізмат [7]
- Бауєр Микола Павлович[ru] (1888—1942) — російський історик і нумізмат, дослідник візантійських, західноєвропейських, давньоруських монет. Розстріляний. [7]
- Гайнріх Беренс[de] (1828—1913) — німецький колекціонер і нумізмат, зібрав велику колекцію монет і медалей Любека.[8]
- Йозеф фон Бергманн[de] (1796—1872) — німецький історик, філолог і нумізмат.[8]
- Макс Бернхарт (1883—1952) — німецький нумізмат. [9]
- Курт Реглінг[de] (1876—1935) — німецький археолог, філолог, нумізмат. Видавець нумізматичного журналу.[10]

## Колекціонери монет та медалей
- Вільгельм Ернст Тенцель[de] — німецький історик і нумізмат. [11]
- Йозеф Бреттауер[de] — німецький лікар і колекціонер-нумізмат, зібрав колекцію монет, присвячену медицині та місту Триєст.[12]